# Poncins
Poncins è un comune francese di 896 abitanti situato nel dipartimento della Loira della regione dell'Alvernia-Rodano-Alpi.
A Poncins il fiume Vizézy confluisce nel Lignon du Forez. 

## Società

### Evoluzione demografica
Abitanti censiti